# Liveri
Liveri község (comune) Olaszország Campania régiójában, Nápoly megyében.

## Fekvése
Nápolytól 30 km-re északkeletre fekszik. Határai: Carbonara di Nola, Domicella, Marzano di Nola, Nola, Palma Campania, San Paolo Bel Sito és Visciano.

## Története
Neve valószínűleg a latin liberi szóból ered, melynek jelentése szabad. Lakosai elsősorban mezőgazdasággal foglalkoznak.

## Népessége
A népesség számának alakulása:

## Főbb látnivalói
- Santa Maria a Parete Regina delle Vittorie-templom